# بيل كوسبي
وليام هنري كوسبي جونيور (بالإنجليزية: William Henry Cosby Jr.)‏ (/ˈkɒzbi/) (من مواليد 12 يوليو 1937) هو ستاند أب كوميدي وممثل وموسيقي ومؤلف أمريكي سابق أدين بجرائم جنسية ونزيل في سجن بنسلفانيا الإصلاحي.
بدأ بيل كوسبي مسيرته الفنية ككوميدي احتياطي في جائع أنا في سان فرانسيسكو خلال الستينيات. ثم قام بدور البطولة في المسلسل التلفزيوني «أنا جاسوس» يليه المسرحية الهزلية الخاصة به «عرض بيل كوسبي» الذي استمر لمدة موسمين من عام 1969 إلى عام 1971. وفي عام 1972 استخدم شخصية «ألبرت السمين» التي تم تطويرها خلال عروض ستاند أب كوميدي الروتينية وشخصية كوسبي المبتكرة من خلال المسلسل التلفزيوني الكوميدي ألبرت السمين وأطفال كوسبي الذي استمر حتى عام 1985 مع التركيز على مجموعة من الأصدقاء الشباب الذين نشأوا في منطقة حضرية. طوال سبعينيات القرن الماضي تألق كوسبي في حوالي ستة أفلام وأحيانًا عاد إلى السينما لاحقًا في مسيرته المهنية. التحق بجامعة تمبل في الستينيات وحصل على البكالوريوس عام 1971. وفي عام 1973 حصل على درجة الماجستير من جامعة ماساتشوستس في أمهرست وحصل على درجة الدكتوراه في التعليم عام 1976 من جامعة يوماس أيضًا. ناقش أطروحته استخدام ألبرت السمين وأطفال كوسبي كأداة تعليمية في المدارس الابتدائية.
بداية من ثمانينيات القرن العشرين أنتج كوسبي وأنشأ المسلسل التلفزيوني «عرض كوسبي» الذي تم بثه من عام 1984 حتى عام 1992 وتم تصنيفه كأفضل مسلسل في أمريكا من عام 1984 حتى عام 1989. سلّط الضوء على تجارب ونمو عائلة أمريكية أفريقية. أنتج كوسبي المسلسل الهزلي «عالم مختلف» الذي تم بثه من عام 1987 حتى عام 1993. كما لعب دور البطولة في مسلسل أسرار كوسبي من 1994 إلى 1995 وفي المسلسل الهزلي كوسبي من عام 1996 إلى عام 2000 واستضاف برنامج «الأطفال يقولون أشياء مفاجئة» من 1998 إلى 2000.
أصيبت المسيرة المهنية لكوسبي وصورته بأضرار بالغة في منتصف عام 2010 بسبب العديد من اتهامات الاعتداء الجنسي والتي يرجع تاريخ أقدمها إلى عقود مضت. واتهمته أكثر من 60 امرأة بالاغتصاب والاعتداء الجنسي بتهريب المخدرات والبطارية الجنسية والاعتداء الجنسي على الأطفال وسوء السلوك الجنسي على الرغم من أن قانون التقادم انتهى في كل الحالات تقريباً. تمت إدانة كوسبي لثلاث تهم من الاعتداء المخل بالشرف في أبريل 2018 وحكم عليه بالسجن من ثلاث إلى عشر سنوات في 25 سبتمبر 2018.

## النشأة

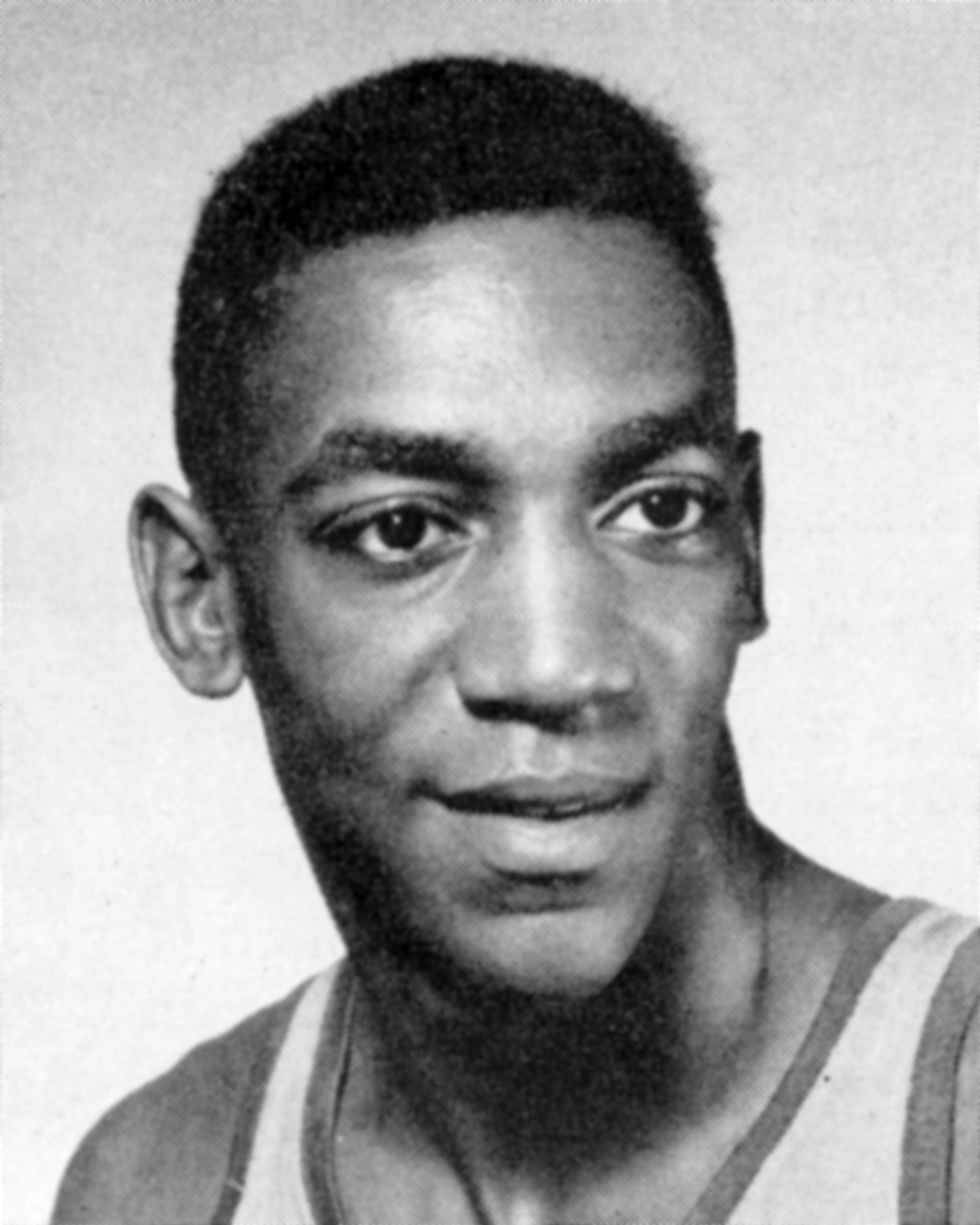
كوسبي كلاعب كرة سلة أثناء خدمته البحرية عام 1957.

ولد كوسبي في 12 يوليو 1937 في فيلادلفيا، بنسيلفانيا. وهو واحد من أربعة أبناء آنا بيرل (سابقا هايت) الخادمة ووليام هنري كوسبي الأب الطباخ في بحرية الولايات المتحدة.
كان كوسبي رئيسًا للفصل بالإضافة إلى كابتن فريقي كرة القاعدة وسباقات المضمار والميدان في مدرسة ماري تشانينغ واستر العامة في فيلادلفيا. لاحظ المعلمون أنه كان لديه ميل للتهكم بدلاً من الدراسة ووصف نفسه بأنه مهرج الصف. في مدرسة فيتزسيمونز جونيور الثانوية عمل كوسبي في مسرحيات واستمر في التنافس في الألعاب الرياضية. ذهب كوسبي بعدها إلى مدرسة فيلادلفيا الثانوية المركزية وهي مدرسة مغناطيسية ومدرسة أكاديمية صارمة حيث كان يركض ويلعب كرة القاعدة وكرة القدم الأمريكية وكرة السلة. انتقل إلى مدرسة جيرمانتاون الثانوية لكنه فشل في الصف العاشر.
في عام 1956 انضم كوسبي إلى البحرية وخدم كمجند في مستشفى قوات مشاة البحرية في قاعدة كوانتيكو في فرجينيا. في محطة أرجينتيا البحرية في نيوفندلاند ولابرادور، كندا وفي المركز الطبي البحري الوطني في ولاية ماريلند. كان يعمل في العلاج الطبيعي مع أفراد سلاح البحرية والبحرية الذين أصيبوا خلال الحرب الكورية.
حصل كوسبي على دبلوم معادل للشهادة الثانوية من خلال دورات مراسلات وحصل على منحة دراسية ميدانية في جامعة تمبل في عام 1961. في جامعة تمبل درس التعليم البدني بينما كان يتنافس في سباقات المضمار والميدان ويلعب كظهير في فريق كرة القدم الأمريكية في الكلية. بدأ في نادي فيلادلفيا حيث أصبح أكثر إدراكا لقدرته على جعل الناس يضحكون. كان يرفّه عن زبائنه بالفكاهة مما تسبب في زيادة البقشيش ثم أخذ موهبته إلى المسرح.

## مسيرة ستاند أب كوميدي
ترك كوسبي جامعة تمبل لمتابعة مسيرته المهنية في الكوميديا. مارس ستاند أب كوميدي في أندية فيلادلفيا ثم في مدينة نيويورك حيث ظهر في مقهى نور الغاز بداية من عام 1961. قدّم عروض في مختلف المدن مثل شيكاغو ولاس فيغاس وسان فرانسيسكو وواشنطن العاصمة. في صيف عام 1963 تلقّى عرض للظهور في برنامج الليلة على قناة هيئة الإذاعة الوطنية. أدى ذلك إلى إبرام عقد مع شركة تسجيلات وارنر بروس التي أصدرت في عام 1964 أول ظهور له في برنامج بيل كوسبي، وهو زميل مضحك جدا... صحيح! أول سلسلة من ألبومات الكوميديا. كان ألبومه إلى راسل، أخي، الذي نمت معه رقم واحد في قائمة مجلة سبين «لأربعين ألبومًا كوميديًا كبيرًا في كل العصور» واصفاً إياه بأنه «ستاند أب كوميدي تحفة».
في حين أن العديد من المجلات الهزلية في ذلك الوقت كانت تستخدم الحرية المتزايدة في ذلك العقد لاستكشاف المواد المثيرة للجدل والتي كانت في بعض الأحيان بغيضة كان كوسبي يشتهر بذكرياته الرقيقة عن طفولته. تسائل الكثير من الأميركيين عن غياب العرق كموضوع في قصص كوسبي. ومع نمو نجاح كوسبي كان عليه أن يدافع عن اختياره للمواد بانتظام. كما قال: «شخص أبيض يستمع لفعلتي ويضحك ويفكر. نعم هذه هي الطريقة التي أراها أيضًا. حسناً إنه أبيض وأنا زنجي وكلانا يرى الأشياء بنفس الطريقة وهذا يجب أن يعني أننا متشابهون، صحيح، لذلك أنا أفكر بهذه الطريقة لأني أعمل الكثير من أجل علاقات عرقية جيدة كالرجل التالي».
في عام 1983 أصدر كوسبي فيلم بيل كوسبي: نفسه. يُنظر إليه على نطاق واسع على أنه «أعظم فيلم كوميدي موسيقي على الإطلاق». قال كوميديون أصغر سنا مثل جيري ساينفيلد أن كوسبي يعتبر مبتكر ممارسة الكوميديا الداعمة بالإضافة إلى أنه الشخص الذي مهد الطريق للكوميديا للدخول إلى المسلسلات التلفزيونية الكوميدية. قال ساينفيلد عن كوسبي: «لقد فتح بابًا لنا جميعًا حتى أن جميع الشبكات اعتبرت حتى أن هذه طريقة لإنشاء شخصية وهي أن تأخذ شخصًا يمكنه حمل الجمهور فقط من خلال وجوده هناك وإخباره لقد ابتكر ذلك حيث ابتكر الفكرة كلها المتمثلة في» اقتباس هزلي «وتطوير برنامج تلفزيوني من شخص ما تراه على خشبة المسرح». كما رأى الممثل الكوميدي لاري ويلمور أيضًا صلة بين بيل كوسبي: نفسه ونجاحه لاحقاً في عرض كوسبي قائلاً: «من الواضح أن الحفل هو القالب الخاص بعرض كوسبي».
أجرى كوسبي أول عرض تلفزيوني خاص به في 30 عامًا «بيل كوسبي: بعيدًا عن الانتهاء» في قناة كوميدي سنترال في 23 نوفمبر 2013. تم عرض آخر له في جولة «من بعيد» في مركز كوبي إنيرجي للأداء الفني في أتلانتا، جورجيا يوم 2 مايو 2015. في عام 2014 أصدر كوسبي إصداره الجديد باسم بيل كوسبي 77 على نتفليكس. تم إلغاء إصدار الفيلم بسبب مزاعم عن اعتداء جنسي ضد كوسبي.
عُرض آخر أداء له معروف قبل إدانته في نادي لاروز للجاز في فيلادلفيا في 23 يناير 2018.

## مسيرة التمثيل

### أنا جاسوس
في عام 1965 شارك كوسبي جنبا إلى جنب مع روبرت كولب في مسلسل التجسس أنا جاسوس على هيئة الإذاعة الوطنية. أصبح «أنا جاسوس» أول مسلسل تلفزيوني درامي أسبوعي يقدم أمريكي أفريقي في دور البطولة. في البداية كان المديرون التنفيذيون لكوسبي وهيئة الإذاعة الوطنية قلقين من أن بعض الشركات التابعة قد لا تكون راغبة في عرض المسلسل. في بداية موسم 1965 رفضت أربع محطات العرض. كانوا في جورجيا وفلوريدا وألاباما. تم تصوير المشاهدين بالمناطق الغريبة في المعرض والعلاقات المتجانسة بين النجوم. تصدر المسلسل قائمة الأفضل لهذا الموسم التلفزيوني. حل مسلسل أنا جاسوس من بين أفضل عشرين مسلسل من ناحية المشاهدة في ذلك العام وتم تكريم كوسبي بثلاث جوائز إيمي متتالية للممثل البارز في سلسلة الدراما. عند قبوله جائزة إيمي الثالثة أخبر كوسبي الحضور: «دعوا الرسالة معروفة للمتطرفين والعنصريين بأنهم لا يحسبون!».
خلال عرض المسلسل واصل كوسبي القيام بعروض كوميديّة مسجّلة وسجل أربعة ألبومات قياسية لسجلات وارنر بروذرز. كما بدأ في العمل في الغناء حيث سجل ألبوم الحلق الفضي: بيل كوسبي يغني في عام 1967. في يونيو 1968 ذكرت مجلة بيلبورد أن كوسبي رفض عرض تجديد لمدة خمس سنوات بقيمة 3.5 مليون دولار أمريكي وسيترك الغناء لهم في أغسطس من هذا العام لإنتاج ألبوم موسيقي لصالحه.
في يوليو 1968 روى كوسبي «التاريخ الأسود: الضائع أو المسروق أو الضالة» وهو برنامج وثائقي على سي بي إس يتناول تمثيل السود في الثقافة الشعبية. كتب آندي روني النص الحاصل على جائزة إيمي لكي يقرأه كوسبي. وقال مايكل إريك دايسون الأستاذ بجامعة جورجتاون أنه كان أحد «الاستثناءات النادرة عندما أخرج كوسبي القفازات والغطاءات لمناقشة العرق في الأماكن العامة مع بصراحة وفطنة». نظرًا لشعبيته وطبيعته المثيرة للجدل تم إعادة بثه بعد شهر من ذلك.
تسجيلات تيتراغراماتون وهو قسم من شركة كامبل وسيلفر وكوسبي التي يقع مقرها في لوس أنجلوس أسسها كوسبي ومديره روي سيلفر وصانع الأفلام بروس بوست كامبل أنتجت أفلامًا بالإضافة إلى الألبومات الغنائية بما في ذلك عروض كوسبي التلفزيونية الخاصة ومسلسل الكرتون ألبرت السمين وسلسلة من الصور المتحركة. عينت شركة كامبل وسيلفر وكوسبي أرتّي موغول رئيسًا للعلامة. كانت تيتراغراماتون نشطًة إلى حد ما خلال الفترة ما بين 1968 و 1969 (كان أكثر تعاقد نجاحًا هو التوقيع مع فرقة الروك البريطانية ديب بيربل) ولكن سرعان ما بدأت في تحقيق الخسائر وتوقفت خلال السبعينيات.

### ألبرت السمين وعرض بيل كوسبي والسبعينات

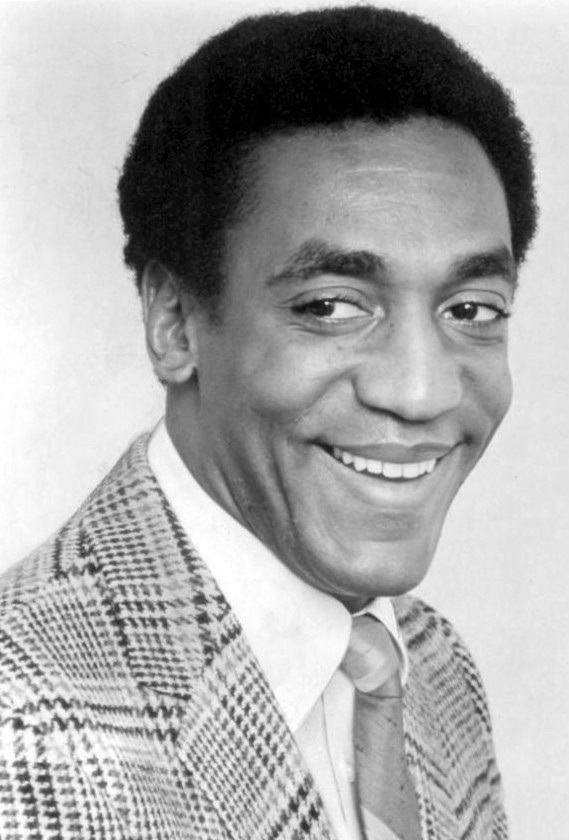
كوسبي في 1969.

تابع كوسبي مجموعة متنوعة من المشاريع التلفزيونية الإضافية وظهر كمضيف ضيف عادي في برنامج عرض الليلة ونجم خاص في حفل إن بي سي السنوي. في عام 1969 عاد مع مسلسل آخر في كوميديا الموقف وهو عرض بيل كوسبي الذي استمر لمدة موسمين. وقد لعب كوسبي دور مدرسًا للتربية البدنية في إحدى مدارس لوس أنجلوس الثانوية. على الرغم من النجاح المتواضع من قبل النقاد إلا أن المسلسل احتل المركز الحادي عشر في قائمة أفضل المسلسلات في موسمه الأول. أشاد كوسبي باستعماله لفنانين أميركيين أفريقيين مثل ليليان راندولف ومومز مابلي وريكس إنغرام كشخصيات. وفقا للتعليق على ديفيدي الموسم الأول للعرض فقد كان كوسبي على خلاف مع إن بي سي بسبب رفضه لإدراج تأثير الضحك الصوتي في العرض حيث شعر أن المشاهدين لديهم القدرة على إيجاد الفكاهة لأنفسهم عند مشاهدة برنامج تلفزيوني.
بعد إيقاف عرض مسلسل عرض بيل كوسبي استأنف كوسبي تعليمه الرسمي. بدأ العمل في الدراسات العليا في جامعة ماساتشوستس في أمهرست. بالنسبة لبرنامج المناهل على قناة بي بي إس قام كوسبي بتسجيل عدة مقاطع لتدريس مهارات القراءة للأطفال الصغار.
عندما كان كوسبي يبلغ من العمر 35 عامًا في عام 1972 حصل على درجة الماجستير من جامعة يوماس أمهرست وعاد أيضًا في وقت الذروة مع سلسلة متنوعة عرض بيل كوسبي الجديد. ومع ذلك استمر هذا العرض فقط لموسم واحد. كان الأكثر نجاحاً كرتون ألبرت السمين وأطفال كوسبي الذي كان يعرض صباح يوم السبت الذي استضافه كوسبي واستند إلى طفولته الخاصة. وقد استمرت هذه السلسلة من عام 1972 حتى عام 1979 وباعتباره عرض ألبرت السمين الجديد في عام 1979 ومغامرات ألبرت السمين وأطفال كوسبي. في عام 1984 كتب كوسبي الأطروحة: «التكامل في وسائل الإعلام المرئية عن طريق ألبرت السمين وأطفال كوسبي في مناهج المدرسة الابتدائية كمساعدات تعليمية ومركبة لتحقيق تعلم متزايد». كان هذا بمثابة إتمام جزئي لدكتوراه 1976 في التعليم. في وقت لاحق منحته جامعة تمبل درجة البكالوريوس على أساس «تجربة الحياة».
خلال السبعينيات انضم كوسبي وغيره من الممثلين الأميركيين الأفارقة بمن فيهم سيدني بواتييه إلى بعض الأفلام الكوميدية الناجحة عن أفلام العنف ضد السود في ذلك الزمن مثل ليلة السبت في الجزء العلوي من المدينة في عام 1974 ودعونا نفعل ذلك مرة أخرى في عام 1975 وفي عام 1976 أم وأباريق وسرعة في بطولة راكيل ولش وهارفي كيتل. حول هذا الفيلم الأخير كتب أحد مراجعي روتن توميتوز: «يسرق بيل كوسبي الفيلم بشكل صريح بأدائه المضحك في دور أم».
في عام 1976 تألق كوسبي في قطعة من العمل مع بواتييه. وجناح كاليفورنيا وهو عبارة عن مجموعة من أربعة من مسرحيات نيل سيمون. كما استضاف كوس في عام 1976. بالإضافة إلى ذلك قام بإنتاج عرض متنوع لمدة ساعة يضم دمى ورسومات وأرقام موسيقية. خلال هذا الموسم قررت هيئة الإذاعة الأمريكية الاستفادة من هذه المرحلة من مسيرة كوسبي من خلال الانضمام إلى منتجي فات السمين شركاء فيلميشن لإنشاء أفلام الرسوم المتحركة من بطولة كوسبي رحلة عودة أوز من 1964 إلفى 1971. بث في وقت لاحق في ملخصات. كان كوسبي أيضًا منتظمًا في البرامج التلفزيونية العامة للأطفال التي بدأت في السبعينيات واستضاف شرائح «الصفحات المصورة» التي استمرت حتى أوائل الثمانينيات.

### عرض كوسبي والثمانينات

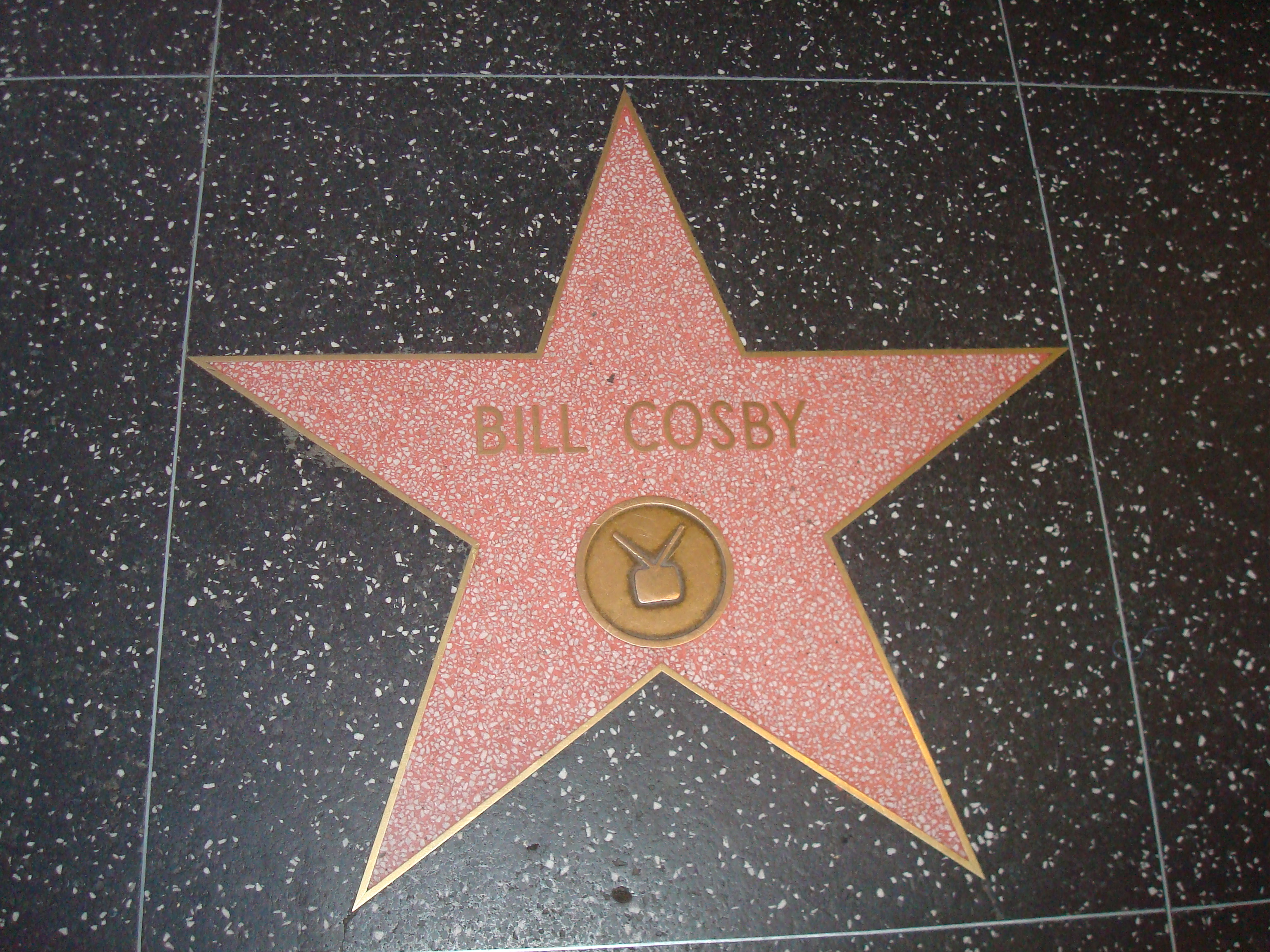
حاز نجمة على ممر الشهرة في هوليوود في عام 1977.

أكبر نجاح تلفزيوني لكوسبي جاء في سبتمبر 1984 مع الظهور الأول لعرض كوسبي. شارك كوسبي المدافع عن الفكاهة الموجهة نحو الأسرة في إنتاج المسلسل وعقد السيطرة الإبداعية وشارك نفسه في كل جانب من جوانب الإنتاج. كانت المؤامرات ترتكز في الغالب على أفكار اقترحها كوسبي أثناء وجوده في اجتماعات مع طاقم الكتابة. كان لهذا العرض أوجه متوازية مع حياة عائلة كوسبي الحقيقية: مثل شخصيات كليف وكلير هكسكابل وكان كوسبي وزوجته كاميل متعلمين كلية وناجحين مالياً وكان لديهما خمسة أطفال. في العرض لعب كوسبي دور طبيب التوليد. تم أخذ الكثير من المواد من الحلقة التجريبية والموسم الأول من عرض كوسبي من الفيديو بيل كوسبي: نفسه الذي صدر في عام 1983. كانت السلسلة ناجحة على الفور وحقق تقييمات عالية وبقي ضمن قائمة الأفضل معظم عرضه في مواسمه الثمانية.
في عام 1987 حاول كوسبي العودة إلى السينما في الفيلم الساخر الجاسوس ليونارد الجزء 6. على الرغم من أن كوسبي نفسه كان المنتج وكاتب القصة فقد أدرك خلال الإنتاج أن الفيلم لن يحقق ما يريده وندد به علنا محذرا الجماهير من مشاهدته. في وقت لاحق من الثمانينيات عمل كوسبي مستشارًا لمعهد لوس أنجلوس للأفلام الطلابية.

### التسعينات وعقد 2000

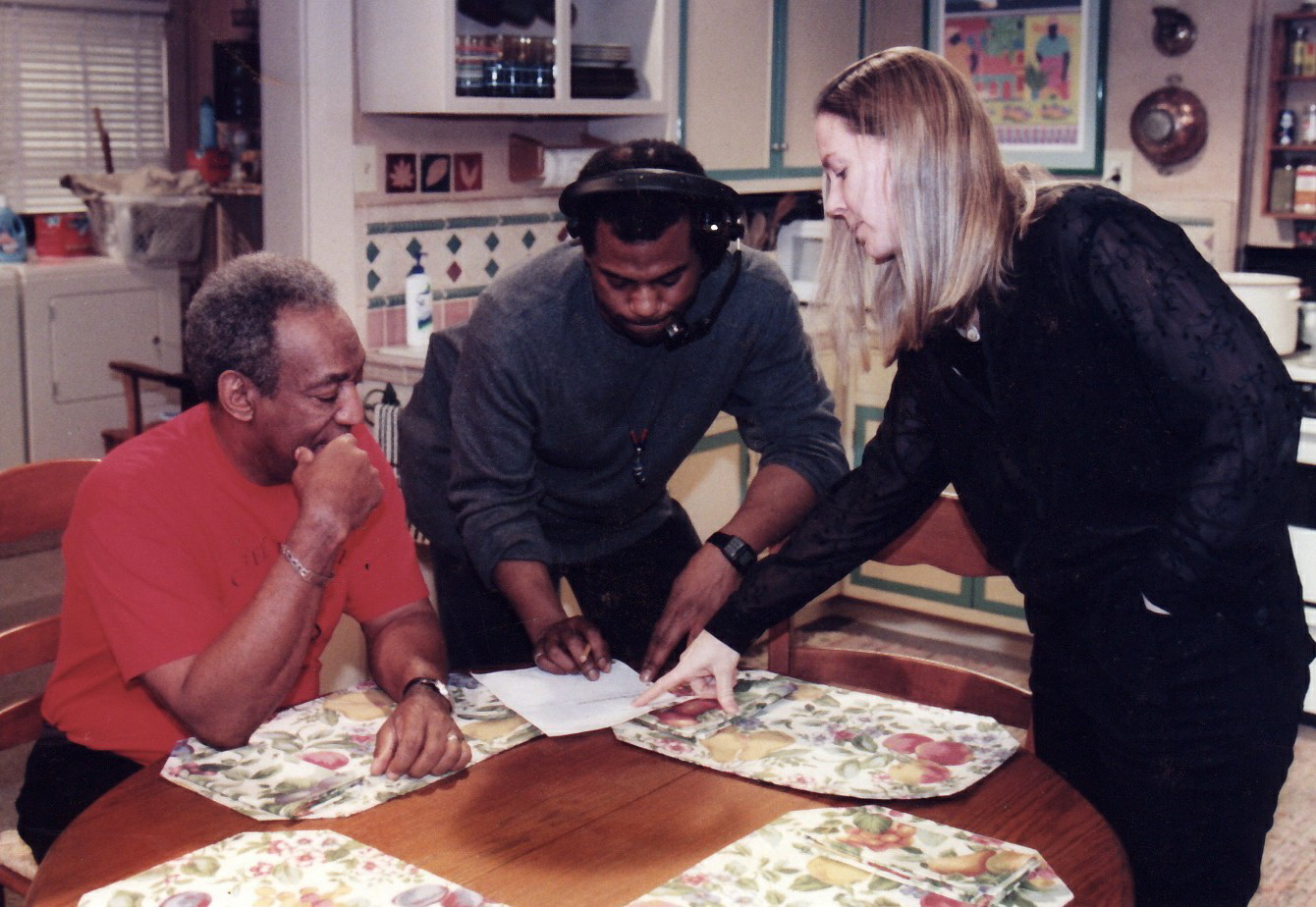
كوسبي ومساعد الإنتاج وجينا مارستون من شراكة من أجل أطفال غير مدمنين يستعرضون السيناريو لموقع الخدمة العامة في عام 1990 في استوديو كوسبي في أستوريا، كوينز.

بعد عرض عرض كوسبي في عام 1992 شرع كوسبي في عدد من المشاريع الأخرى والتي شملت إحياء برنامج مسابقات غروتشو ماركس الكلاسيكي راهن على حياتك من 19092 إلى 1993 والفيلم التلفزيوني أنا جاسوس: العودة (1994) وأسرار كوسبي (1994). في منتصف التسعينيات ظهر كمخبر في أفلام الجريمة والدراما بالأبيض والأسود لصالح قناة تيرنر كلاسيك موفيز. ظهر في ثلاثة أفلام أخرى: شبح أبي (1990) رجل النيزك (1993) وجاك (1996). بالإضافة إلى ذلك تمت مقابلته في فيلم 4 فتيات صغيرات (1997) لسبايك لي وهو فيلم وثائقي عن تفجير الكنيسة المعمدانية في شارع 16 الذي وقع عام 1963 في برمنغهام بولاية ألاباما.
أيضا في عام 1996 بدأ مسلسل جديد لشبكة سي بي إس كوسبي مرة أخرى حيث شاركه في البطولة فيليشيا رشاد زوجته على الشاشة في عرض كوسبي. شارك كوسبي في إنتاج المسلسل مع كارسي-ويرنر للإنتاج. وقد لعب كوسبي دور «هيلتون لوكاس» الكبير في السن الذي يحاول الحصول على وظيفة جديدة بعد تقليص حجم الموظفين في عمله السابق وفي هذه الأثناء يثير عصبية زوجته. شاركت مادلين خان في دور الشريكة التجارية لرشاد. تم التعاقد مع كوسبي من قبل سي بي إس ليكون المتحدث الرسمي باسم شركة ديجيتو التابعة لقناة دبليو دبليو جاي الافتراضية التي يقع مقرها في ديترويت خلال حملة إعلانية في الفترة من 1995 إلى 1998. كما استضاف كوسبي برنامجًا خاصًا تابعًا ل«سي بي إس» يدعى «الأطفال يقولون أشياء مفاجئة» في 6 فبراير 1995 والذي أعقبه عرض لكامل الموسم «كوسبي» كمضيف من 9 يناير 1998 إلى 23 يونيو 2000. بعد أربعة مواسم تم إلغاء كوسبي. آخر حلقة له تم بثها في 28 أبريل 2000. تم إلغاء برنامج «الأطفال يقولون أشياء مفاجئة» في نفس العام.
عرض مسلسل بيل الصغير الموجه للأطفال في مرحلة الروضة الذي ابتكره كوسبي الذي اقتبس جزئيا من طفولته من خلال نشأته في فيلادلفيا لأول مرة على قناة نيكلوديون في عام 1999. جددت الشبكة البرنامج الشعبي في نوفمبر 2000. في عام 2001 شمل جدول أعمال كوسبي نشر كتاب جديد فضلا عن تقديم خطابات في كلية موريس براون وجامعة ولاية أوهايو ومعهد رينسيلير بوليتكنك. وفي تلك السنة أيضًا وقع عقدًا مع شركة تونتيث سينتشوري فوكس لتطوير فيلم روائي مباشر يركز على شخصية ألبرت السمين الشهيرة من سلسلة الرسوم الكاريكاتورية التي رسمها في سبعينيات القرن العشرين. تم إصدار ألبرت السمين في دور العرض في ديسمبر 2004. في مايو 2007 تحدث كوسبي في خطاب في جامعة هاي بوينت. في صيف عام 2009 استضاف كوسبي حفل جست فور لوفس الكوميدي في مونتريال وهو أكبر مهرجان كوميدي في العالم.

### عقد 2010
من المقرر أن يعرض برنامج «إن بي سي» الجديد المقرر في عام 2015 والذي ابتكره مايك أومالي ومايك سيكويتز والذي أنتجه توم فيرنر كوسبي حيث كان سيلعب دور جوناثان فرانكلين بطريرك عائلة متعددة الأجيال. في 19 نوفمبر 2014 ألغت شركة إن بي سي عرض كوسبي الجديد بعد أن ظهرت الاتهامات من جديد أنه اعتدى جنسياً على النساء واغتصبهن.
ألغي إعادة عرض عرض كوسبي نتيجة لادعاءات الاعتداء الجنسي ضد كوسبي. في 19 نوفمبر 2014 أنهت كل من تي في لاند وإن بي سي علاقاتهما مع كوسبي وأعلنت شركة تي في لاند أنها كانت تعيد النظر في جدول أعمالها وتزيل أيضًا مقاطع الفيديو من موقعها على الإنترنت. في ديسمبر 2014 قامت شركة أسباير التي يملكها ماجيك جونسون بإزالة السلسلة من التشكيلة الخاصة بها. في يوليو 2015 قامت شبكة البث التلفزيوني بونس بسحب الإعادة وتوقفت قناة بيت عن عرض مسلسله. في أواخر عام 2014 أسقطته وكالة فنانون مبدعون التي تدير أعمال كوسبي منذ عام 2012 كعميل.

## إدانة الاعتداء الجنسي

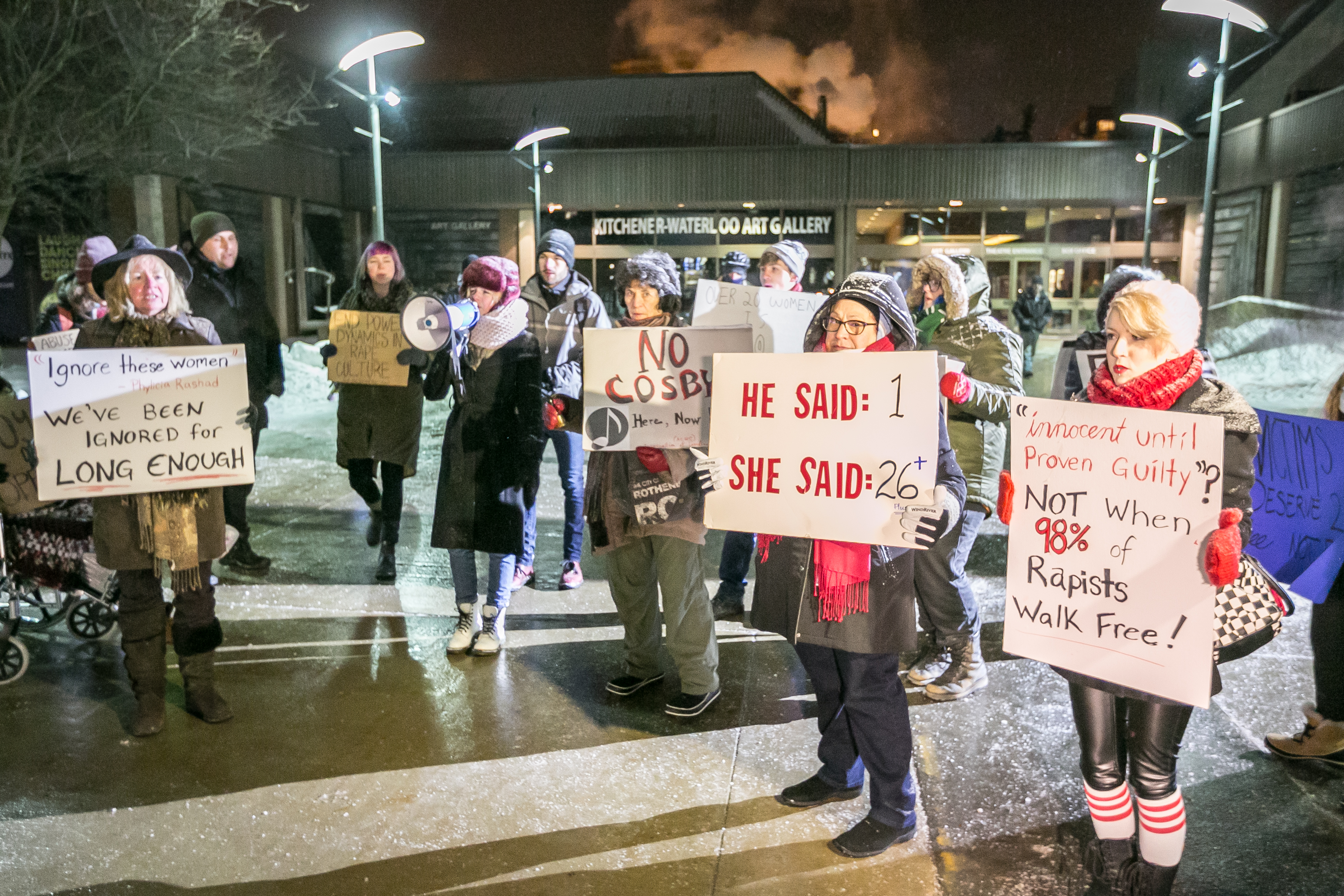
متظاهرون يحتجون ضد بيل كوسبي في كيتشنر، أونتاريو، كندا.

كان كوسبي موضوع اتهامات واسعة النطاق بالاغتصاب وتسهيل الاعتداء الجنسي بالمخدرات والبطارية الجنسية والاعتداء الجنسي على الأطفال وسوء السلوك الجنسي التي قال أقرب متهميه بأنه بدأ في منتصف الستينات من القرن الماضي. في أكتوبر 2014 كجزء من روتينه الكوميدي ألمح الممثل الكوميدي هانيبال بوريس إلى سوء السلوك الجنسي السري الذي ارتكبه كوسبي والذي انتشر بسرعة وأدى إلى وصول المزيد من النساء إلى القول بأن كوسبي اعتدى عليهن. وقد صدرت العديد من الاتهامات بعد ذلك التاريخ. تمتد تواريخ الحوادث المعنية من عام 1965 إلى عام 2008 عبر عشر ولايات أمريكية ومقاطعة كندية واحدة.
ونفى كوسبي مرارا هذه الادعاءات وأكد على براءته. في نوفمبر 2014 رد على سؤال حول المزاعم وقال: «أنا لا أتحدث عن ذلك». في المقابلات السابقة التي تم نشرها رفض كوسبي مناقشة الاتهامات. ومع ذلك قال لفلوريدا توداي: «لا يجب على الناس الذهاب من خلال ذلك ولا يجب أن يجيبوا على الأذى». في مايو 2015 قال: «لقد كنت في هذا العمل طوال 52 سنة ولم أر أي شيء من هذا القبيل. الواقع هو وضع ولا أستطيع التحدث».
في أعقاب هذه الادعاءات قطعت العديد من المنظمات علاقاتها مع كوسبي وتم إلغاء التكريمات والألقاب التي منحت سابقاً له. كما تم سحب إعادة مسلسل عرض كوسبي وعروض أخرى من كوسبي من قبل العديد من المنظمات. ألغت 25 كلية وجامعة درجات فخرية. في محاولة لشرح رد الفعل العنيف ضد كوسبي أشار جيسون لينتش مراسل أدويك إلى أن «المشهد الإعلامي قد تغير بشكل كبير والآن انضم إليه وسائل تواصل اجتماعي الأقل تسامحًا».
وبسبب التأخر في الإبلاغ عن الجرائم فإن معظم هذه الأفعال تقع خارج نطاق قانون التقادم في المقاضاة الجنائية لكن التهم الجنائية رفعت ضد كوسبي في قضية واحدة وتم رفع دعاوى قضائية عديدة ضده. اعتبارا من نوفمبر 2015 كانت هناك 8 دعاوى مدنية ذات صلة ضد كوسبي. المحامية رفيعة المستوى غلوريا ألريد مثلت 33 من الضحايا المزعومين. في يوليو 2015 تم إلغاء بعض سجلات المحكمة من دعوى أندريا كونستر في عام 2005 ضد كوسبي وأطلق سراحها للجمهور. كما تم الإفراج عن النسخة الكاملة لإيداعه إلى وسائل الإعلام من خلال خدمة تقارير المحكمة. في شهادته اعترف كوسبي بممارسة الجنس الغريزي التي تنطوي على الاستخدام الترفيهي لمهدئ ميثاكوالون مع سلسلة من النساء الشابات واعترف بأن صرفه للعقاقير الطبية غير قانوني.
في ديسمبر 2015 قُدمت ثلاث تهم من الدرجة الثانية من الاعتداء الفاحش المخدوع ضد كوسبي في مقاطعة مونتغومري بولاية بنسيلفانيا استناداً إلى ادعاءات كونستاند بشأن حوادث وقعت في يناير 2004. وانتهت محاكمة كوسبي الأولى في يونيو 2017 بصورة خاطئة. في إعادة المحاكمة من قبل هيئة محلفين وتم إدانته في 26 أبريل 2018 من ثلاث تهم من الاعتداء الفاحش المشدد.
في 25 سبتمبر 2018 حكم عليه بالسجن من ثلاث إلى عشر سنوات. بعد فترة وجيزة في سجن مقاطعة مونتغومري تم نقل كوسبي إلى سجن الولاية مؤسسة الإصلاحية الحكومية - فينيكس في بلدة سكايباك، بنسلفانيا في 25 سبتمبر 2018 حيث كان محجوزا في زنزانة انفرادية.

## وجهات النظر السياسية

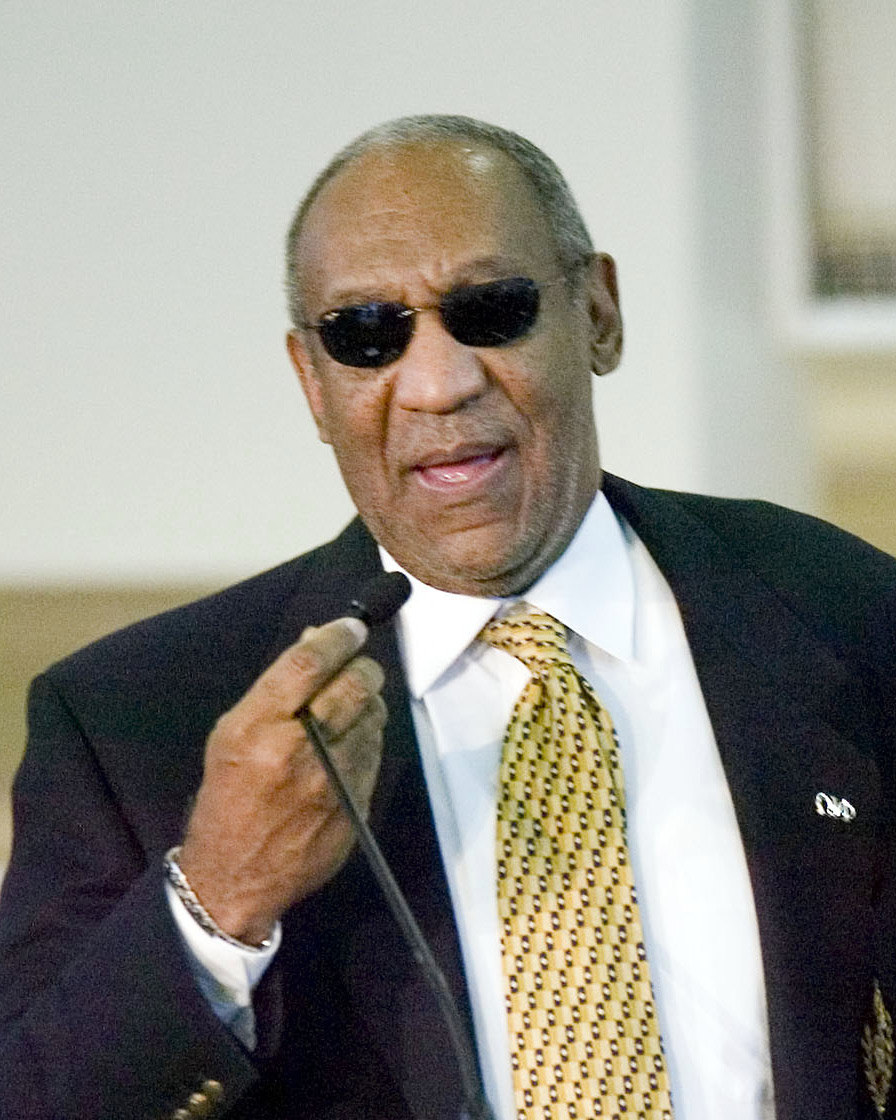
كوسبي في مدرسة فريدريك دوغلاس الثانوية في أتلانتا، جورجيا في عام 2006.

حصل كوسبي على جائزة في الاحتفال بالذكرى الخمسين لذكرى قرار قضية براون ضد مجلس التعليم وهو حكم أصدرته المحكمة العليا للولايات المتحدة يحظر الفصل العنصري في المدارس العامة. في وقت لاحق في مايو 2004 أدلى بتصريحات علنية كانت تنتقد الأمريكيين من أصل أفريقي الذين يضعون أولويات أعلى في الرياضة والأزياء و«العمل الجاد» أكثر من التعليم واحترام الذات وتحسين الذات. ناشد عائلات من أصل إفريقي بتعليم أطفالهم على جوانب مختلفة من ثقافة الولايات المتحدة. في خطاب باوند كيك طلب كوسبي من الآباء الأميركيين من أصل إفريقي أن يعلِّموا أبناءهم أخلاقًا أفضل في سن أصغر. كما ورد في صحيفة واشنطن تايمز أخبر كوسبي المراسلين خلال جلسة خاصة للمؤتمر السنوي الرابع والثلاثين للمؤتمر التأسيسي للمؤتمر «أن الأبوة بحاجة لأن تأتي إلى الواجهة. إذا كنت بحاجة إلى مساعدة وأنت لا تعرف كيف نريد أن نكون قادرين على التواصل والتواصل معكم». قال ريتشارد ليبي من صحيفة واشنطن بوست: «إن بيل كوسبي لم يكن صحيحًا من الناحية السياسية في تصريحاته ليلة الاثنين في حفل دستور قاعة الاحتفال بالذكرى الخمسين لبراون ضد قرار مجلس التعليم».
وتعرض كوسبي مرة أخرى لانتقادات حادة وكان غير معتاد إلى حد كبير على موقفه عندما أدلى بتصريحات مماثلة خلال خطاب ألقاه في اجتماع في الأول من يوليو احتفالا بذكرى قرار براون ضد مجلس الإدارة. أثناء ذلك الكلام نبه السود بلا مبالاة. لعدم مساعدتهم أو اعتبار أنفسهم مع الأفراد المتورطين في الجريمة أو لديهم طموحات عكسية. ووصف كذلك أولئك الذين احتاجوا إلى الاهتمام كالسود الذين «نسيوا تضحيات أولئك في حركة الحقوق المدنية».
في عام 2005 كتب أستاذ علم الاجتماع بجامعة جورجتاون مايكل دايسون كتابًا هل بيل كوسبي صحيح؟ أم أن الطبقة الوسطى السوداء فقدت عقلها؟ في كتابها كتب دايسون أن كوسبي كان يتغاضى عن العوامل الاجتماعية الأكبر التي تعزز الفقر والجريمة المرتبطة به. عوامل مثل تدهور المدارس وركود الأجور وتحولات جذرية في الاقتصاد ونقل الخدمات إلى الخارج وتقليص العمالة المزمنة والعمالة المزمنة وهبوط الوظائف ورأس المال. واقترح دايسون أن تعليقات كوسبي «تخون وجهات نظر نخبوية وطبقية متجذرة في حرب الأجيال». ومع ذلك دافع كورنل ويست عن كوسبي وملاحظاته قائلاً: «إنه يتحدث عن الشفقة العظيمة ويحاول أن يصبح قومًا للحصول على المسار الصحيح. لأننا لدينا بعض الإخوة والأخوات الذين لا يقومون بالأمور الصحيحة مثلما يحدث في أوقات حياتنا فنحن لا نفعل الشيء الصحيح ... إنه يحاول أن يتحدث بصدق وحرية وحب وأعتقد أن هذا أمر إيجابي للغاية».
في مقابلة عام 2008 ذكر كوسبي فيلادلفيا وأتلانتا وشيكاغو وديترويت وأوكلاند، كاليفورنيا وسبرينغفيلد، ماساتشوستس بين المدن التي كانت فيها الجريمة عالية حيث تم قتل الرجال الشباب الأمريكيين من أصل أفريقي وسجنهم بأعداد غير متناسبة. أيد كوسبي موقفه من الانتقادات وأكد أن الآباء الأميركيين من أصل أفريقي ما زالوا يفشلون في غرس المعايير الصحيحة للسلوك الأخلاقي.
كما كان كوسبي ينتقد صراحة السياسيين الجمهوريين المحافظين فيما يتعلق بآرائهم حول القضايا الاجتماعية والاقتصادية والعنصرية. في مقابلة مع سي إن إن عام 2013 بشأن حقوق التصويت قال كوسبي: «هذا الحزب الجمهوري ليس هو الحزب الجمهوري في عام 1863 المتحور حول أبراهام لينكون والتحرير من العبودية والعبودية. أعتقد أنه من المهم بالنسبة لنا أن ننظر إلى الجزء الأساسي منه. ما هي قيمة ذلك وهل بعض الناس غاضبون لأن شعبي لم يعد يرغب في العمل مجاناً؟».

## الحياة الشخصية
تزوج كوسبي من كاميل هانكس في 25 يناير 1964. أنجبا خمسة أطفال وهم إيريكا (1965) وإرين (1966) وإينيس (1969-1997) وإنسا (1973–2018) وإيفين (1976). قتل ابنهما الوحيد إينيس في 16 يناير 1997 بينما كان يغير إطارًا مسطحًا على جانب الطريق السريع 405 في لوس أنجلوس. توفيت ابنة كوسبي إنسا بسبب اعتلال الكلية في 23 فبراير 2018 في انتظار عملية زرع الكلى. لدى كوسبي ثلاثة أحفاد. كوسبي بروتستانتي ويحافظ على منازله في شلبورن، ماساشوستس وشيلتنهام، بنسلفانيا.
استضاف كوسبي مهرجان لوس أنجلوس بلاي بوي للجاز من عام 1979 حتى عام 2012 (استضاف جورج لوبيز هذا الحدث منذ ذلك الحين). يُعرف أيضًا بعازف الجاز ويمكن أيضًا مشاهدته وهو يعزف على الإيتار مع جيري لويس وسامي ديفيس جونيور على برنامج هيو هيفنر في السبعينيات. ظهرت قصته «الطريق المعتاد» في مجلة بلاي بوي في ديسمبر 1968. أصبح كوسبي عضوا نشطا في مؤسسة الجاز الأمريكية. انضم كوسبي إلى المؤسسة في عام 2004. لعدة سنوات كان مضيف مميز لمصلحته السنوية ليلة عظيمة في هارلم في مسرح أبولو في مدينة نيويورك.
جمع كوسبي وزوجته أكثر من 300 عمل لفن أميركي إفريقي منذ عام 1967. ظهرت الأعمال في «المحادثات» وهو معرض في المتحف الوطني للفن الأفريقي في عام 2014. أصبح هذا المعرض مثيراً للجدل حيث أصبح العدد المتزايد من مزاعم الاعتداء الجنسي ضد كوسبي بارزاً.
كوسبي هو مؤيد لجامعته جامعة تمبل ولا سيما فريق كرة السلة للرجال الذي كان يلعب له كوسبي في كثير من الأحيان قبل اعتقاله. وهو أيضا عضو في أخوية أوميجا فاي فاي. بدأ في فصل التخرج أخوية بيتا ألفا في وايت بلينس، نيويورك في عام 1988.
في عام 2016 أفاد محامو كوسبي بأنه الآن مكفوف قانونيا. في مقابلة أجرتها معه نقابة ناشري الصحف الوطنية في أبريل 2017 - لم يوافق على إجراء المقابلة إلا بعد أن صوَّره في ضوء إيجابي - وقد أكد ذلك كل من كوسبي وواحد من ناشريه السابقين مشيرين إلى أنه فقد بصره في مرحلة ما في عام 2015.

### محاكمة ابتزاز أوتوم جاكسون
أثناء محاكمة أوتوم جاكسون في الابتزاز في يوليو 1997 شهد كوسبي بأنه دفع مبالغ خاصة إلى شون أبشو وهي امرأة كانت لفترة قصيرة عشيقته في لاس فيجاس في أوائل السبعينيات. أخبرت أبشو لاحقاً كوسبي أنه والد ابنتها أوتوم جاكسون. وينكر كوسبي كونه الأب وقال أنه أعطى أبشو ما مجموعه حوالي 100,000 دولار لأنه لا يريد لها أن تكشف علنا عن هذه القضية. وحكم على جاكسون البالغة من العمر 22 عاما بالسجن 26 شهرا لمحاولتها ابتزاز 40 مليون دولار من كوسبي. في المحاكمة والاستئناف اللاحق اعتبرت المحاكم أن اعتقاد جاكسون بأنها طفلة كوسبي حتى لو كان صادقًا لا علاقة له بمسألة ذنبها. وذكرت المحاكم أن مجرد كونها طفلة كوسبي لن يكون لها الحق في الحصول على مبلغ 40 مليون دولار الذي طالبت به وبالتالي فإن الطلب كان ابتزازًا سواء أكانت تعتقد أنها ابنة كوسبي أم لا. على الرغم من أن كل من جاكسون وكوسبي ذكرا في أوقات مختلفة أنهما كانا مستعدين للخضوع لاختبار الحمض النووي لتحديد أبوة جاكسون فإن الطرفين لم يتوصلان أبدا إلى اتفاق بشأن موعد وكيفية إجراء الاختبار. بعد إدانة جاكسون قدم كوسبي عينة دم لاختبارها لكن جاكسون رفضت المشاركة.

## روابط الخارجية
- الموقع الرسمي
- بيل كوسبي على موقع IMDb (الإنجليزية)
- بيل كوسبي على موقع ميتاكريتيك (الإنجليزية)
- بيل كوسبي على موقع الموسوعة البريطانية (الإنجليزية)
- بيل كوسبي على موقع روتن توميتوز (الإنجليزية)
- بيل كوسبي على موقع مونزينجر (الألمانية)
- بيل كوسبي على موقع ألو سيني (الفرنسية)
- بيل كوسبي على موقع ميوزك برينز (الإنجليزية)
- بيل كوسبي على موقع تيرنر كلاسيك موفيز (الإنجليزية)
- بيل كوسبي على موقع أول موفي (الإنجليزية)
- بيل كوسبي على موقع قاعدة بيانات برودواي على الإنترنت (الإنجليزية)